# Bitka na Gatačkom polju
Bitka na Gatačkom polju odigrala se u jesen 1276. godine između Uroša I i njegovog sina Dragutina. Dragutin je dobio pomoć od ugarskog dvora i tako potukao vojsku svog oca. Dragutin je od ugarskog kralja Vladislava dobio pomoć u vidu ugarskih i kumanskih četa.

## Opis
Arhiepiskop Danilo u svom "Žitiju kraljeva i arhiepiskopa srpskih" napisanom u 14.veku, prikazuje stvar tako, kao da Uroš nije hteo da, po obećanju, dodeli sinu jednu veću oblast za vladanje i da je ovaj, onda, bio prisiljen da vlast otme silom. Posle ovog poraza, kralj Uroš se povukao u Zahumlje, zakaluđerio se i postao monah Simon. Umro je 1277. godine. Sahranjen je u svojoj zadužbini, manastiru Sopoćani.

## Naoružanje dve vojske
Tipično za to vreme, vojske su se sastojale iz konjice, pešadije i strelaca.Od naoružanja vojske su imale ofanzivna ili napadna sredstva tj mačeve, koplja,buzdovane, sekire, kao i lukove sa strelama i defanzivna tj sredstva za odbranu ratnika tj šlemove, štitove i oklope.Neki ratnici su nosili i plaštove. Srpski ratnici na obe strane bili su naoružani trouglastim, bademastim ili okruglim štitovima, dok je mađarski deo vojske bio naoružan mađarskim štitom. Od oklopa vojske su tad mogle nositi krljušt oklope ili verižne brnjije, jer pun oklop nije postojao. Od šlemova vojske su nosile kupasti ili okrugli obični šlem ili šlem u obliku čeličnog šešira. Šlemovi su naravno ukrašivani metalnim lišćem, rogovima ili šiljcima na vrhu.

## Posledice
Zbacivanje Uroševo nije u Srbiji prošlo bez protesta. Sem kraljice Jelene, protiv Dragutina je bio i glavni predstavnik srpske crkve, arhiepiskop Joanikije I, koji je zbog toga napustio svoj položaj i otišao dobrovoljno u izgnanstvo sa kraljem Urošem u Hum. Njegovo telo su, kasnije kraljica Jelena i kralj Milutin preneli u manastir Sopoćani da leži pored kralja Uroša.

## Galerija
- Srpska srednjovekovna oprema
- Naoružanje srpske vojske
- Verežnjača srpske vojske
- Freska iz Mileševe prikazuje srpske ratnike iz doba Uroša I i Dragutina
- Мађарски витез из периода Гатачке битке